# Burmophora rostrata
Burmophora rostrata är en tvåvingeart som beskrevs av Borgmeier 1967. Burmophora rostrata ingår i släktet Burmophora och familjen puckelflugor.
Artens utbredningsområde är New Brunswick. Inga underarter finns listade i Catalogue of Life.